# 奧利萬特角
奧利萬特角（英語：Ollivant Point），是南極洲的海岬，位於南桑威奇群島，處於桑德斯島最西端，由英國南極名稱諮詢委員會命名，由英國海外領土管轄。